# Filipovické louky
Filipovické louky je přírodní rezervace na území obce Bělá pod Pradědem, při severním okraji vesnice Filipovice v okrese Jeseník. Oblast spravuje AOPK ČR Správa CHKO Jeseníky. Důvodem ochrany je lokalita s regionálním ekologickým, vědeckým i estetickým významem, slouží k ochraně ohrožených druhů rostlin a živočichů vázaných na podmáčené prameništní louky a jejich stanoviště.